# Kepler-1638b
Kepler-1638 b, que orbita l'estrella Kepler-1638, és un exoplaneta en òrbita de la seva estrella, Kepler-1638, situat a la constel·lació del Cigne. El planeta és una superterra, amb un radi d'1,87+0,33
−0,22 R⊕, i una òrbita de 259,337 ± 0,013 dies a la zona d'habitabilitat del seu sistema. És l'exoplaneta potencialment habitable més llunyà descobert, aproximadament a 2 900 anys llum (880 pc) de la Terra.